# Besses (mestre dels soldats)
Besses (grec: Βέσσας, romanització Bessas) (abans de 480-després de 554) va ser un general romà d'origen got i nascut a Tràcia, principalment conegut per la seva participació a les guerres de Justinià I. Es va distingir en la lluita contra els perses sassànides a la guerra d'Ibèria, i sota el comandament de Belisari a la Guerra Gòtica, però després de la sortida d'aquest d'Itàlia va fracassar davant d'uns ressorgits gots i va ser en gran part responsable de la pèrdua de Roma l'any 546. Va tornar a Orient amb deshonra, se'l va nomenar comandant en la guerra Làzica, malgrat la seva avançada edat. Allí es va redimir amb la reconquesta de Petra, però la seva posterior ineficàcia va portar a Justinià a destituir-ho i exiliar-ho a Abkhàzia.

## Origen
Segons l'historiador contemporani Procopi de Cesarea, Besses va néixer a la dècada del 470, en una família noble de procedència goda establerta a Tràcia des de temps enrere, que formava part de la comunitat goda que no havia seguit a Teodoric el Gran durant la invasió d'Itàlia del 488, aleshores en mans d'Odoacre. Procopi indica la fluïdesa amb la qual parlava el gòtic, però un altre escriptor contemporani, Jordanes, afirma que provenia de l'assentament de Castra Martis, conformat per sàrmates i alguns huns (Getica 265). Aquestes afirmacions han estat interpretades de diverses formes però la majoria dels estudiosos moderns donen suport a un origen got. No obstant això, segons Patrick Amory, és impossible treure de les fonts escrites una conclusió definitiva sobre el seu origen ètnic. Amory sosté que Besses és un exemple típic de la «borrosa identitat etnogràfica» que existia entre els pobles balcànics durant el segle vi, sobretot entre els militars.

## Carrera militar a Orient

Mapa de l'àrea fronterera entre l'Imperi Romà d'Orient i Pèrsia.

Es coneix poca cosa sobre els seus primers anys de vida i de la seva carrera militar. Es va unir a l'exèrcit imperial de jove i d'acord amb Procopi ja tenia experiència bèl·lica l'any 503, quan va esclatar la Guerra Anastasiana amb els perses sassànides. Va prendre part en la contesa com a oficial, però no se sap res de la seva participació en ella. D'altra banda, és probable que s'identifiqui amb un comes del mateix nom esmentat en una carta del bisbe Jacob de Serugh (m. 521). Si aquesta identificació és vàlida, llavors Besses era un monofisita (probablement moderat).
Reapareix l'any 531, durant la Guerra d'Ibèria contra Pèrsia, quan va ser nomenat dux Mesopotamiae, establint Martiròpolis com la seva base. En aquest càrrec, Besses comandava cinc-cents soldats de cavalleria contra l'exèrcit persa destacat en la mateixa zona fronterera, que comprenia set-cents soldats d'infanteria i cavalleria a les ordres dels generals Gadar i Isdigerdes. Els romans van combatre contra els perses a la vora del Tigris, xoc en el qual van resultar vencedors, matant a Gadar i prenent Isdigerdes presoner. Posteriorment Besses va atacar la província de Arzanene (situada a l'oest del Regne d'Armènia) i va tornar a Martiròpolis. En represàlia per aquesta acció, el xa persa Cobades I va enviar contra Martiròpolis un gran exèrcit comandat per tres generals experimentats: Bawi, Merméroes i Xanaranges. Els perses van assetjar la ciutat durant la tardor, excavant trinxeres i construint mines, però la guarnició, dirigida per Besses i Buces, es va mantenir ferma. Finalment, l'entrada de l'hivern, l'arribada de nombrosos reforços romans a la pròxima Amida i la notícia de la mort del xa, van obligar als oficials perses a aixecar el setge (al novembre o desembre). Poc després de la seva retirada, una força d'huns sabirs, que els perses havien contractat com a mercenaris, va envair territori romà i va penetrar fins a Antioquia, però Besses va interceptar un grup d'aquests atacants, els va derrotar, va capturar cinc-cents cavalls i va obtenir un gran botí.

## Accions a Itàlia
El 535, es va designar a Besses com un dels lloctinents de Belisari (juntament amb Constancià i Perani) per a la campanya contra el regne ostrogot d'Itàlia. Va acompanyar al seu superior a les primeres etapes de la campanya, des de la recuperació de Sicília fins al setge de Nàpols, i va estar present en la caiguda d'aquesta última al novembre de l'any 536. A partir d'aquí l'exèrcit romà va avançar sobre Roma, que va capturar sense lluitar. Belisari va enviar a Constancià i a Besses a prendre diverses ciutats perifèriques, però quan es va assabentar que el nou rei got, Vitigès, marxava cap a Roma, els va cridar de retorn. Besses es va fer fort un temps prop de la ciutat de Narni, que controlava la ruta directa des de la capital goda, Ravenna, que travessava els Apenins fins a Roma, i allí es va trobar amb l'avantguarda goda, a la qual va derrotar en una escaramussa.
Posteriorment, durant el setge got de Roma, que va durar un any, Besses va dirigir la defensa de la Porta Prenestina i es va distingir en una sèrie d'escaramusses. Res se sap del seu paper en els esdeveniments posteriors fins al 540, excepte que va ser probablement en aquesta temps quan va ser elevat al rang de patricius. A principis del 538, Beses havia protegit a Belisari quan el general Constancià va tractar de matar-lo durant una disputa, però l'any 540, quan Belisari es preparava per a entrar en Ravenna, amb el pretext d'acceptar l'oferta goda de convertir-se en emperador d'Occident, va sentir que no podia confiar en Besses i el va enviar, juntament amb altres generals problemàtics, com ara Joan i Narses a ocupar places remotes a Itàlia.
Després que Belisari fos retirat de la campanya a mitjans del 540, Besses va romandre a Itàlia. Justinià I no va nomenar un comandant suprem per a reemplaçar a Belisari i, com a resultat, els diferents generals romans que van quedar a Itàlia van ser incapaços de coordinar les seves accions. En comptes d'aprofitar per sotmetre les dels ostrogots al nord d'Itàlia, van optar per refugiar-se en diferents ciutats fortificades, la qual cosa va permetre als gots reorganitzar-se entorn d'un nou cap, Ildibald. Aquest va marxar sobre Treviso i va derrotar a una força imperial, capitanejada per Vitalià, després de la qual cosa Besses va avançar amb les seves tropes fins a Plasència. A finals del 541, després que Tòtila s'hagués convertit en rei dels gots, Besses i altres comandants imperials es van reunir a Ravenna per a coordinar les seves forces, però les tropes imperials van ser rebutjades a Verona i vençudes a la batalla de Faventia per les tropes de Tòtila. Els gots després van envair Toscana i van amenaçar Florència, en poder del general Justí. Besses, juntament amb Joan i Ciprià, van marxar per ajudar-lo. Els gots es van retirar abans que poguessin arribar els reforços romans, però quan aquests últims els perseguien, els gots van caure sobre ells derrotant-los a la batalla de Mucel·lium. Després d'aquesta nova derrota, els comandaments imperials es van dispersar de nou cap a diferents ciutats i van abandonar unes altres a la seva sort. Besses es va retirar amb les seves forces a Spoleto.
No es coneix cap de les seves activitats fins a principis de 545, moment en què se'l va nomenar comandant de la guarnició de Roma. Juntament amb el general Conó va estar a càrrec de la defensa de la ciutat durant el setge de Tòtila del 546. Durant el setge es va limitar a mantenir una defensa passiva, negant-se a lluitar fora dels murs, fins i tot quan Belisari, que havia tornat d'Orient arribant amb reforços a Portus Romanus, li va ordenar fer-ho. Com a conseqüència, els intents de Belisari per a socórrer a la ciutat assetjada van fracassar. Procopi critica durament a Besses per la seva actitud durant el setge.
Durant el mateix, va desatendre a la població civil de la ciutat i es va enriquir amb la venda a preus exorbitants a la població famolenca del gra que havia acumulat. Els civils estaven tan esgotats per la fam que quan Beses finalment va permetre sortir de la ciutat als qui volguessin fer-ho, molts simplement van morir en el camí, mentre que uns altres van ser assassinats fàcilment pels gots. Finalment, va demostrar negligència en la defensa, i va permetre que es desatenguessin les mesures de seguretat: els guàrdies dormien en els seus llocs i es van abandonar les patrulles. Això va permetre que quatre soldats isàurics es posessin en contacte amb Tòtila i, el 17 de desembre del 546, la ciutat va ser lliurada als gots. Besses va aconseguir escapar amb la major part de la guarnició, però va haver d'abandonar les riqueses que havia acumulat, que van caure en mans dels gots. Després de la seva pèssima actuació a Itàlia, aparentment se li va manar tornar a Constantinoble.

## Tornada a la frontera oriental i comandament a Làzica

Mapa de Làzica i regions circumdants a l'Antiguitat tardana.

Besses torna a aparèixer l'any 550, després que un gran exèrcit romà dirigit per Dagisteu (magister militum d'Armènia) fracassés al capturar l'estratègica fortalesa de Petra durant la guerra amb els perses a la Làzica (Geòrgia occidental). Per a sorpresa de tots —i amb severes crítiques, en vista de la seva avançada edat i del fracàs a Roma— Justinià va nomenar a Besses com a successor de Dagisteu i li va confiar el comandament de la guerra a Làzica.
Besses primer va enviar una força expedicionària per a suprimir una rebel·lió entre els abkhazos, que habitaven al nord de Làzica. L'expedició, sota el comandament de Joan Guces, va ser un èxit, i el cabdill abkhaz Opsites es va veure obligat a fugir a través del Caucas refugiant-se amb els huns sabirs. A la primavera del 551, després d'un llarg setge i en gran part gràcies a la seva perseverança i valentia, els romans i els seus aliats sabirs (uns sis mil soldats) van capturar Petra. Pocs perses continuaven resistint des de la ciutadella, però Besses va ordenar cremar-la. Després de la victòria, va dictaminar que les muralles de la ciutat fossin enderrocades.
Si bé la captura de Petra va redimir a Besses davant els ulls dels seus contemporanis, les seves accions posteriors van entelar la seva imatge un cop més. En comptes d'aprofitar el seu triomf i capturar els passos de muntanya que connectaven Làzica amb la província persa d'Ibèria, es va retirar a l'oest, a les províncies romanes del Pont, i es va ocupar de la seva administració. Aquesta inactivitat va permetre als perses capitanejats per Merméroes consolidar el seu control sobre la part oriental de Làzica. Les forces romanes a la zona es van retirar cap a l'oest fins a la desembocadura del Fasis, mentre que els lazis, incloent el seu rei Gubazes i la seva família, es van refugiar a les muntanyes. Malgrat suportar dures condicions durant l'hivern de 551-552, Gubazes va rebutjar les ofertes de pau enviades pels emissaris de Merméroes. El 552, els perses es van reforçar substancialment, però els seus atacs a les fortaleses en poder dels romans i els lazis van ser rebutjats.
Besses reapareix durant la campanya del 554, quan va ser nomenat comandant conjunt de Làzica amb Martí, Buces i Justí. Gubazes, no obstant això, aviat es va queixar a Justinià degut a la incompetència dels generals romans. Besses va ser destituït, les seves propietats van ser confiscades, i va ser enviat a l'exili entre els abkhazos. Res més se'n sap d'ell a partir d'aleshores.